# Base Družnaja 1
La base Družnaja 1 (in russo База Дружная-1) era una base antartica estiva sovietica ubicata nella barriera di Filchner, costa del principe Olav (Terra della regina Maud).
Localizzata ad una longitudine di 77°34′ sud e ad una latitudine di 40°13′ est la base si trovava sulla barriera di Filchner.
Inaugurata nel dicembre 1975, la base ha operato sino al 1986 quando la porzione del ghiacciaio dove sorgeva si è distaccata dal continente ed ha vagato come iceberg nel mare di Weddell sino a sciogliersi.